# Ukonsaari (ö i Norra Savolax, Nordöstra Savolax, lat 63,00, long 28,71)
Ukonsaari är en ö i Finland. Den ligger i sjön Pieni-Kortteinen och i kommunen Kaavi i den ekonomiska regionen  Nordöstra Savolax ekonomiska region  och landskapet Norra Savolax, i den centrala delen av landet, 400 km nordost om huvudstaden Helsingfors. Öns area är 0,7 hektar och dess största längd är 140 meter i sydöst-nordvästlig riktning.